# 430

## Esdeveniments
Països Catalans
Resta del món
- Arle (Gàl·lia): intent de setge de la ciutat per part dels visigots, sense èxit.[1]

## Naixements
Països Catalans
Resta del món

## Necrològiques
Països Catalans
Resta del món
- 28 d'agost - Hipona (Numídia): Agustí d'Hipona, un dels pares de l'Església (n. 354).[2]